# Дули (окръг, Джорджия)
Окръг Дули (на английски: Dooly County) е окръг в щата Джорджия, Съединени американски щати. Площта му е 1028 km², а населението - 11 749 души. Административен център е град Виена.